# Rosas Blancas
Rosas Blancas är en ort i Mexiko.   Den ligger i kommunen Abasolo och delstaten Guanajuato, i den centrala delen av landet, 270 km väster om huvudstaden Mexico City. Rosas Blancas ligger 1 710 meter över havet och antalet invånare är 117.
Terrängen runt Rosas Blancas är platt åt nordost, men åt sydväst är den kuperad. Runt Rosas Blancas är det ganska tätbefolkat, med 166 invånare per kvadratkilometer. Närmaste större samhälle är Abasolo, 11,3 km sydväst om Rosas Blancas. Trakten runt Rosas Blancas består till största delen av jordbruksmark.